# Alegranza
Alegranza é a ilha mais a nordeste do arquipélago das Canárias, ocupando uma área de apenas 10,2 km². Apesar de desabitada, pertence ao município de Teguise, sediado na vizinha ilha de Lanzarote. Em conjunto com La Graciosa e alguns pequenos ilhéus faz parte do chamado arquipélago Chinijo.

## Decrição
A ilha de Alegranza é a mais setentrional do arquipélago das Canárias. A sua área é de apenas 10,2 km² (ISTAC, 2003) e não está habitada de forma permanente, embora já nela tenham residido pescadores e, até recentemente, faroleiros (no farol de Punta Delgada, hoje totalmente automatizado).
Na ilha existem ruínas de antigas habitações de pescadores e algumas cisternas, construídas então para fornecer água doce, já que a ilha é desértica. O farol de Punta Delgada, situado no extremo leste da ilha, foi declarado Bem de Interesse Cultural a 20 de Dezembro de 2002.
A paisagem é dominada pelo vulcão extinto, e muito erodido, da Caldera de Alegranza, de forma quase circular, sita no extremo sodoeste da ilha, com uma cratera com 1,1 km de diâmetro, cerca de 200 m de profundidade e uma altura máxima no seu bordo (é a maior elevação da ilha) de 289 metros. A ilha tem extensas praias de areias vulcânicas.
A vegetação é muito pobre, compreendendo essencialmente espécies xerofíticas, com especial destaque para o género Euphorbia.
A abundância de recursos no mar vizinho, e o facto da ilha ser desabitada, transformou a ilha num importante centro de nidificação de aves marinhas. A ilha faz parte do Parque Natural del Archipiélago Chinijo e da Reserva Natural de los Islotes.
Aquando da conquista europeia das ilhas existiam em Alegranza numerosos lobos marinhos, então considerados tão valiosos pela sua carne e sebo que justificavam a vinda de navios desde as costas do Mediterrâneo para os caçar. O lugar de Caleta del Sebo, na vizinha ilha Graciosa, deve o seu nome a essas caçadas. Hoje a população daquela espécie está extinta.

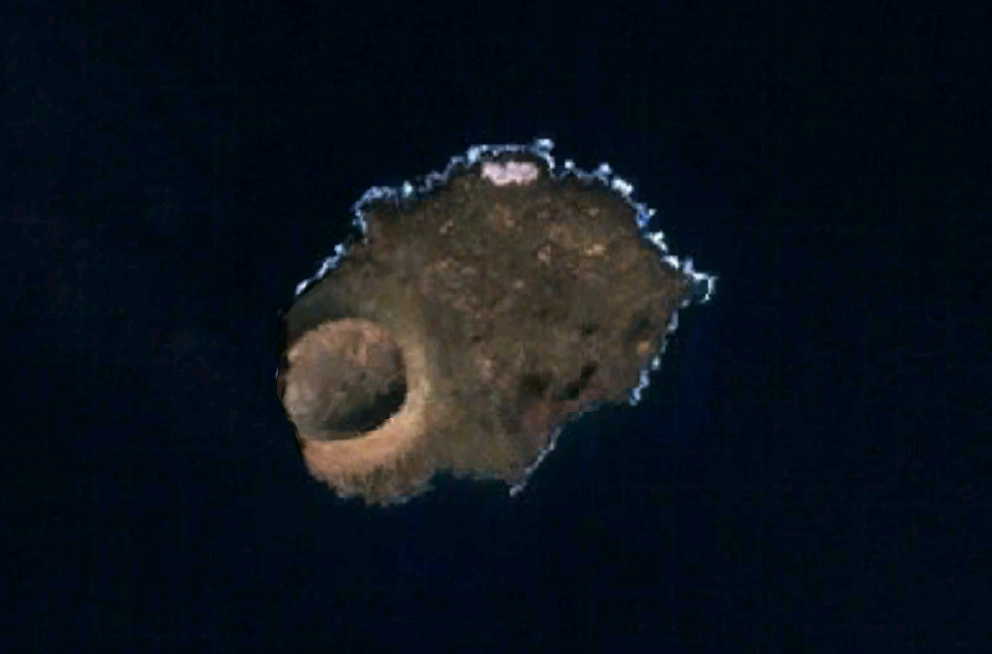
